# Petar Luković
Petar Luković (Kraljevo, 21. siječnja 1951. – Beograd, 12. veljače 2024.), bio je srbijanski novinar i bivši rock kritičar.
Bio je novinar beogradskog tjednika „Vreme” i redovni suradnik splitskog Feral Tribuna.

## 1životopis
Rođen je 21. siječnja 1951. godine u Kraljevu, SR Srbija, Jugoslavija.
Karijeru je započeo 1976. kao novinar „Duge“. Kao politički i rock'n'rol kritičar pisao je za mnoge jugoslavenske novine i časopise, kao što su „Džuboks“, „Mladost“, „Polet“, „Nedelja“, „Nedjeljna Dalmacija“, „Politika“, „Oslobođenje“, „Vjesnik“, „Rok 82“, „Rok“ i dr. Bio je glavni urednik časopisa „Tajne“, koje se bave paranormalnim pojavama, i časopisa „Seks klub“, prvog porno časopisa u Srbiji.
U periodu od 1991. do 1996. godine radio je za beogradski tjednik „Vreme“, gdje je jedno vrijeme bio i zamjenik glavnog urednika. Od 1996. do 1998. godine pisao je za „Našu Borbu“.
Za hrvatski satirični tjednik „Feral Tribune“ piše od njegovog osnivanja 1984. godine. Surađuje sa časopisima „Reporter“ iz Beograda, „Dani“ iz Sarajeva i „Mladina“ iz Ljubljane.
Petar Luković se nalazio na izbornoj listi LDP, Građanskog saveza Srbije, Socijaldemokratske unije, Lige socijaldemokrata Vojvodine za parlamentarne izbore 2007, LDP-a na izborima 2008.

## Priznanja
- Nagrada "Staša Marinković", (Dnevnik Danas 2001.
- Počasni građanin Sarajeva 2010.[1]

## Vanjske poveznice
- Petar Luković u „Peščaniku“ (video): Kuvarice manje zbori da ti Kosovo ne zagori
- Petar Luković na predizbornoj tribini LDP u Gornjem Milanovcu, prosinac 2006. (video)
- Zbirka Lukovićevih izjava za „Peščanik“
- E-novine  Arhivirana inačica izvorne stranice od 1. 3. 2021 (Wayback Machine)